# Elektrownia jądrowa Greifswald
Elektrownia jądrowa Greifswald (niem. Kernkraftwerk Greifswald) – nieczynna niemiecka elektrownia jądrowa z pięcioma reaktorami wodno-ciśnieniowymi, położona w miejscowości Lubmin niedaleko miasta Greifswald, w kraju związkowym Meklemburgia-Pomorze Przednie. Do zjednoczenia Niemiec największa elektrownia jądrowa Niemieckiej Republiki Demokratycznej.

## Dane techniczne
| Blok                   | Typ          | Rozpoczęcie budowy | Włączenie do sieci   | Rozpoczęcie działalności komercyjnej | Wyłączenie z eksploatacji                    | Moc elektryczna netto | Moc elektryczna brutto | Źródło |
| ---------------------- | ------------ | ------------------ | -------------------- | ------------------------------------ | -------------------------------------------- | --------------------- | ---------------------- | ------ |
| Greifswald - 1 (KGR 1) | WWER-440/230 | 1 marca 1970       | 17 grudnia 1973      | 12 lipca 1974                        | 18 grudnia 1990                              | 408 MW                | 440 MW                 | [ 1 ]  |
| Greifswald - 2 (KGR 2) | WWER-440/230 | 1 marca 1970       | 23 grudnia 1974      | 16 kwietnia 1975                     | 14 lutego 1990                               | 408 MW                | 440 MW                 | [ 2 ]  |
| Greifswald - 3 (KGR 3) | WWER-440/230 | 1 kwietnia 1972    | 24 października 1977 | 1 maja 1978                          | 28 lutego 1990                               | 408 MW                | 440 MW                 | [ 3 ]  |
| Greifswald - 4 (KGR 4) | WWER-440/230 | 1 kwietnia 1972    | 3 września 1979      | 1 listopada 1979                     | 22 lipca 1990                                | 408 MW                | 440 MW                 | [ 4 ]  |
| Greifswald - 5 (KGR 5) | WWER-440/213 | 1 grudnia 1976     | 24 kwietnia 1989     | 1 listopada 1989                     | 24 listopada 1989                            | 408 MW                | 440 MW                 | [ 5 ]  |
| Greifswald - 6 (KGR 6) | WWER-440/213 | 1 grudnia 1976     | -                    | -                                    | blok wybudowany, jednak nie oddany do użytku | 408 MW                | 440 MW                 |        |
| Greifswald - 7 (KGR 7) | WWER-440/213 | 1 grudnia 1978     | budowa wstrzymana    | -                                    | zrezygnowano z budowy 1 października 1990    | 408 MW                | 440 MW                 |        |
| Greifswald - 8 (KGR 8) | WWER-440/213 | 1 grudnia 1978     | budowa wstrzymana    | -                                    | zrezygnowano z budowy 1 października 1990    | 408 MW                | 440 MW                 |        |